# Конституционный референдум в Гватемале (1999)
Конституциоонный референдум в Гватемале проходил 16 мая 1999 года. Избиратели должны были ответить на 4 вопроса: определение нации и социальные права (включая права коренных народов, рабочих, военных и расширение системы социального обеспечения), реформа Конгресса, реформа исполнительной власти и реформа судебной власти. Все предлагавшиеся реформы были отклонены избирателями, однако явка составила только 18,6%.

## Результаты

### Определение нации и социальные права
| Выбор                              | Голоса  | %    |
| ---------------------------------- | ------- | ---- |
| За                                 | 327 854 | 43,2 |
| Против                             | 366 591 | 48,3 |
| Недействительных/пустых бюллетеней | –       | –    |
| Всего                              | 757 940 | 100  |
| Источник: Nohlen                   |         |      |

### Реформа законодательной власти
| Выбор                              | Голоса  | %    |
| ---------------------------------- | ------- | ---- |
| За                                 | 284 423 | 42,0 |
| Против                             | 392 223 | 58,0 |
| Недействительных/пустых бюллетеней | –       | –    |
| Всего                              | 757 940 | 100  |
| Источник: Nohlen                   |         |      |

### Реформа исполнительной власти
| Выбор                              | Голоса  | %    |
| ---------------------------------- | ------- | ---- |
| За                                 | 294 849 | 42,9 |
| Против                             | 392 223 | 57,1 |
| Недействительных/пустых бюллетеней | –       | –    |
| Всего                              | 757 940 | 100  |
| Источник: Nohlen                   |         |      |

### Реформа судебной власти
| Выбор                              | Голоса  | %    |
| ---------------------------------- | ------- | ---- |
| За                                 | 315 565 | 45,8 |
| Против                             | 373 025 | 54,2 |
| Недействительных/пустых бюллетеней | –       | –    |
| Всего                              | 757 940 | 100  |
| Источник: Nohlen                   |         |      |